# Mesa Airlines
Mesa Airlines Inc. (действующая как Mesa Airlines, NASDAQ: MESA) — региональная авиакомпания Соединённых Штатов Америки со штаб-квартирой в городе Финикс (Аризона), США, является полностью дочерним подразделением авиационного холдинга Mesa Air Group и работает под операционным сертификатом MASA036A, выданным Федеральным Управлением гражданской авиации США 29 июня 1979 года.
Mesa Airlines выполняет рейсы в более 160 пунктов назначения Западного полушария. По данным журнала «Journal of Air Transportation» авиакомпания Mesa Airlines имеет один из наилучших показателей в области авиационной безопасности среди региональных авиакомпаний США.

## Операционная деятельность
Mesa Airlines осуществляет пассажирские авиаперевозки под следующими торговыми марками (брендами):
- United Express авиакомпании магистральной авиакомпании United Airlines самолётах Bombardier CRJ-200, Bombardier CRJ-700 и De Havilland Canada Dash 8. В качестве главных узловых аэропортов используются Международный аэропорт Денвер, Международный аэропорт Вашингтон Даллес и Международный аэропорт О'Хара;
- US Airways Express магистральной авиакомпании US Airways на самолётах Bombardier CRJ 200, Bombardier CRJ-900 и De Havilland Canada Dash 8. В качестве главных хабов используются Международный аэропорт Финикс Скай-Харбор и Международный аэропорт Шарлотт/Дуглас;
- Delta Connection — дочернего перевозчика Freedom Airlines авиакомпании Delta Air Lines;
- go!Express авиакомпании go! — для полётов на лайнерах Bombardier CRJ-200 между Международным аэропортом Гонолулу и аэропортами Гавайских островов.

### Прежние дочерние авиакомпании
- CalPac (California Pacific) (1993—1995)
- Desert Sun Airlines (1995—1996)
- FloridaGulf Airlines (1991—1997)
- Liberty Express Airlines (1994—1997)
- Mountain West Airlines (1995—1996)
- Skyway Airlines (1989—1994)
- Superior Airlines (1994—1995)
- Air Midwest (1991—2008)

## История
В период с 1989 по 1998 годы Mesa Airlines работала с восемью региональными авиакомпаниями, входившими в общий авиационный холдинг Mesa Air Group. Ниже перечисляются основные факты из истории периодов совместной деятельности этих авиакомпаний с Mesa Airlines.

### Mesa Airlines/Mountain West Airlines
С 1995 по 1997 годы Mesa Airlines была известна под торговой маркой Mountain West Airlines, которая имела сильную маршрутную сеть и четыре главных транзитных аэропортов для работы под четырьмя различными брендами, из которых к концу 2006 года остались только два — America West Express и United Express.

#### Начало деятельности

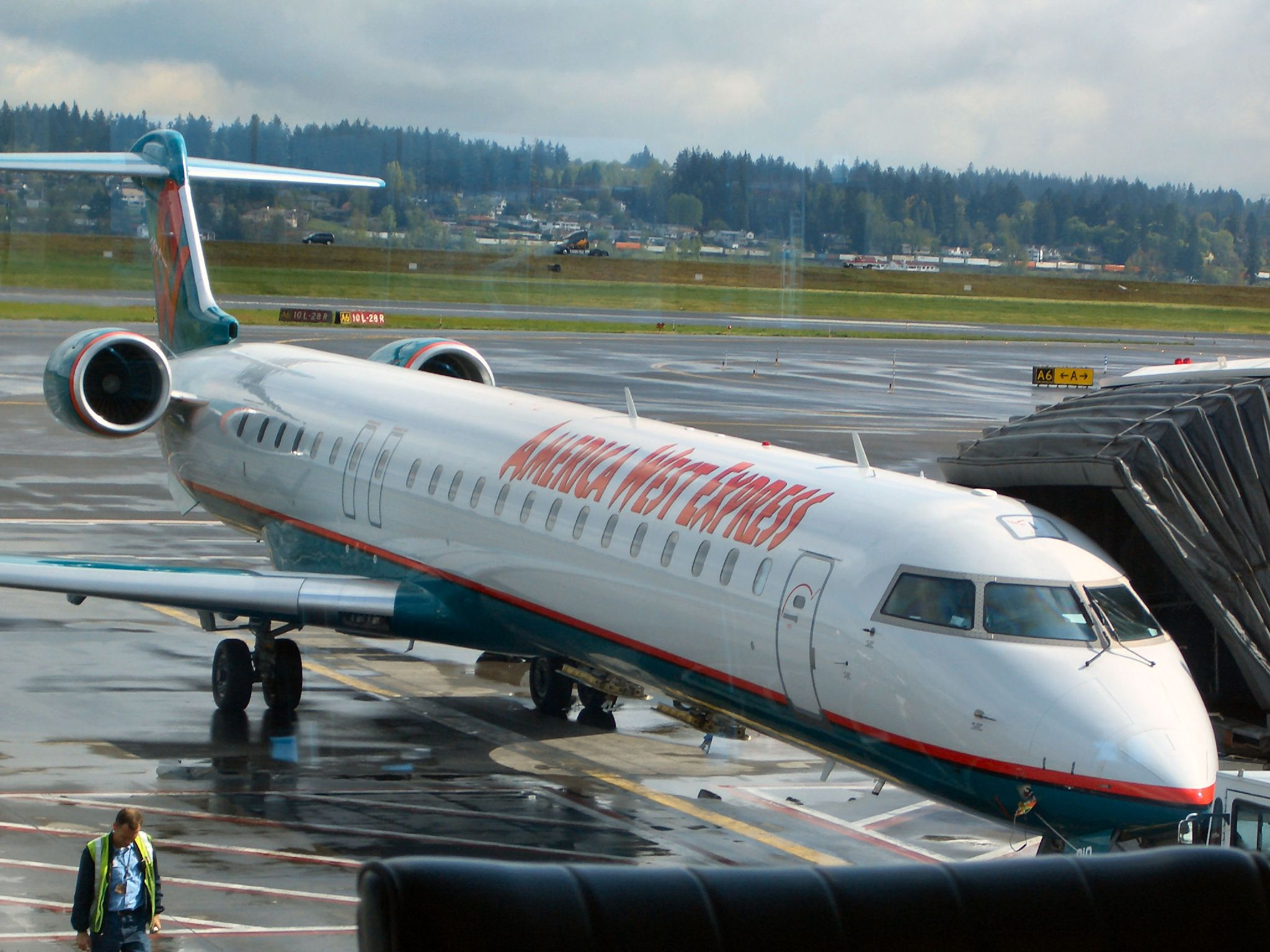
CRJ-900 Mesa Airlines в ливрее бренда America West Express.
Международный аэропорт Портленд

Авиакомпания Mesa Airlines была основана в 1980 году Ларри и Джейн Рисли (англ. Larry, Jane Risley) в городе Фармингтон (Нью-Джерси) как дочернее подразделение JB Aviation. В 1982 году компания начала выполнение коммерческих перевозок под торговой маркой Mesa Air Shuttle, в течение пяти следующих лет перенесла свою штаб-квартиру в Нью-Мексико и создала свой собственные хабы в Международном аэропорту Альбукерке и Международном аэропорту Финикс/Скай-Харбор.
В 1992 году Mesa Airlines заключила код-шеринговое соглашение с авиакомпанией America West Airlines и хаб в Финиксе стал узловым аэропортом для маршрутной сети регионального подразделения America West Express.
В 1997 году Mesa Airlines развернула небольшой хаб в Международном аэропорту Форт-Уэрт Мичем, используя самолёты Bombardier CRJ для выполнения регулярных рейсов из Форт-Уэрта в Сан-Антонио, Остин, Хьюстон и Колорадо-Спрингс. В дальнейшем хаб в аэропорту Мичема был свёрнут, а транзитный узел в аэропорту Альбукерке был передан в эксплуатацию авиакомпании Air Midwest.

#### America West Express

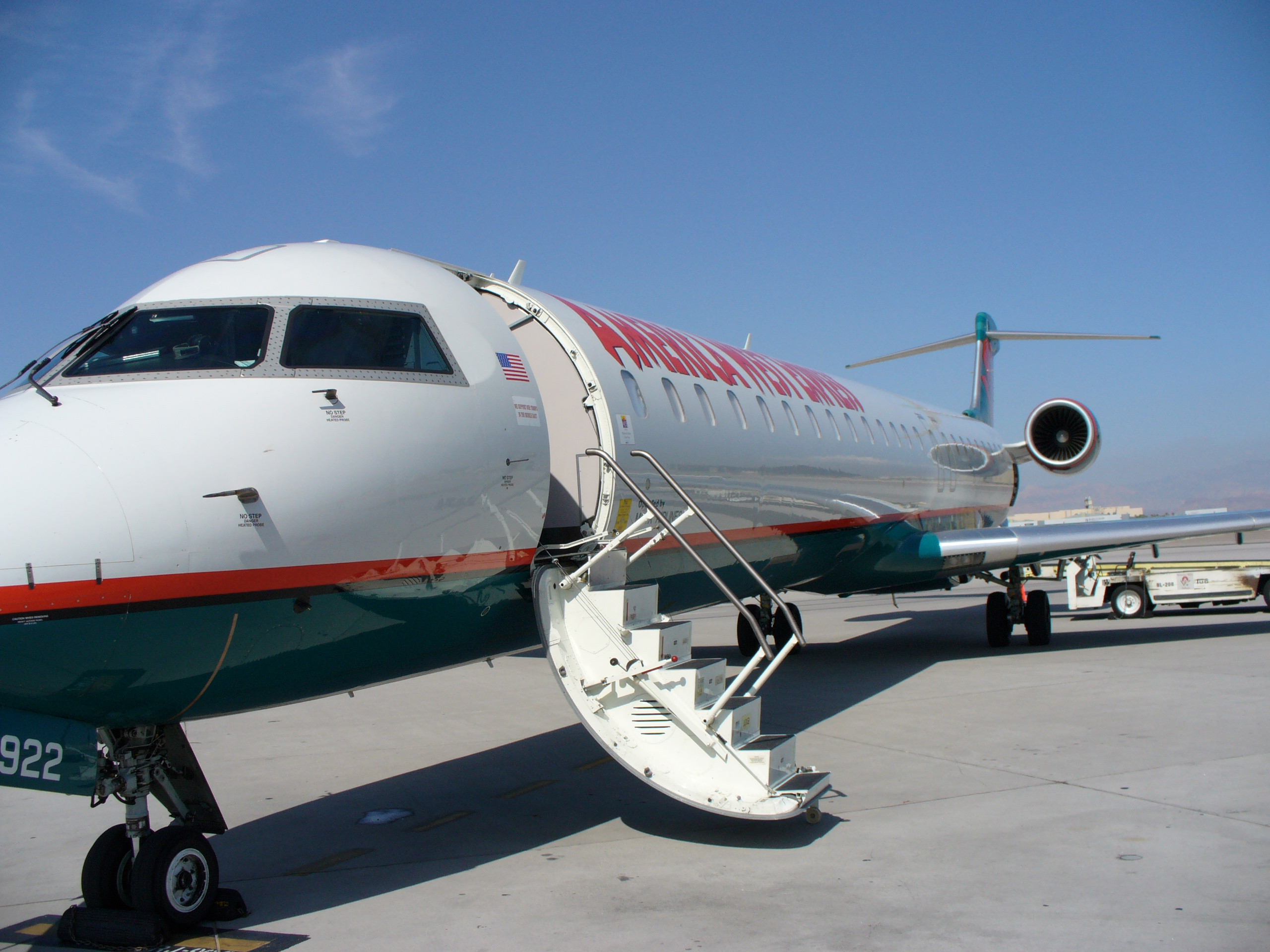
CRJ-900LR Mesa Airlines в Международном аэропорту Лас-Вегаса Маккаран

В сентябре 1992 года Mesa Airlines заключила партнёрское соглашение с авиакомпанией America West на использование торговой марки AWA и её хаба в Международном аэропорту Финикс/Скай-Харбор и открытия новых 12 регулярных маршрутов в близлежащие города. Данный договор позволил в значительной степени расширить маршрутную сеть Mesa и увеличить частоту полётов на регулярных рейсах.
В 1997 году был присоединён небольшой авиаперевозчик Desert Sun Airlines, воздушный парк которого, состоявший из самолётов Fokker F70, был заменён на парк реактивных лайнеров Bombardier CRJ-200. Этими же самолётами модернизировался парк дочерней авиакомпании Air Midwest, состоявший из самолётов Beechcraft 1900. Начиная с декабря 1997 года Mesa Airlines начинает эксплуатацию самолётов de Havilland Canada Dash 8-200 на рейсах между городами Финикс и Гранд-Джанкшен (Колорадо). В 2003 году Mesa Airlines поглотила региональную авиакомпанию Freedom Airlines, самолёты которой (CRJ-900) впоследствии были переданы в эксплуатацию на маршрутной сети America West Express.
16 сентября 2005 года произошло слияние авиакомпаний America West Airlines и US Airways, при этом полного объединения нумерации рейсов обоих перевозчиков не произошло по ряду причин, поэтому Mesa Airlines продолжает работать под торговой маркой US Airways Express, но в код-шеринговом соглашении бренда America West Express. В рамках данного договора регулярные рейсы осуществляются на самолётах CRJ-200, CRJ-900 и Dash-8, а в качестве хабов используются хабы в Международном аэропорту Шарлотт/Дуглас и Международном аэропорту Финикс/Скай-Харбор.

#### US Airways Express

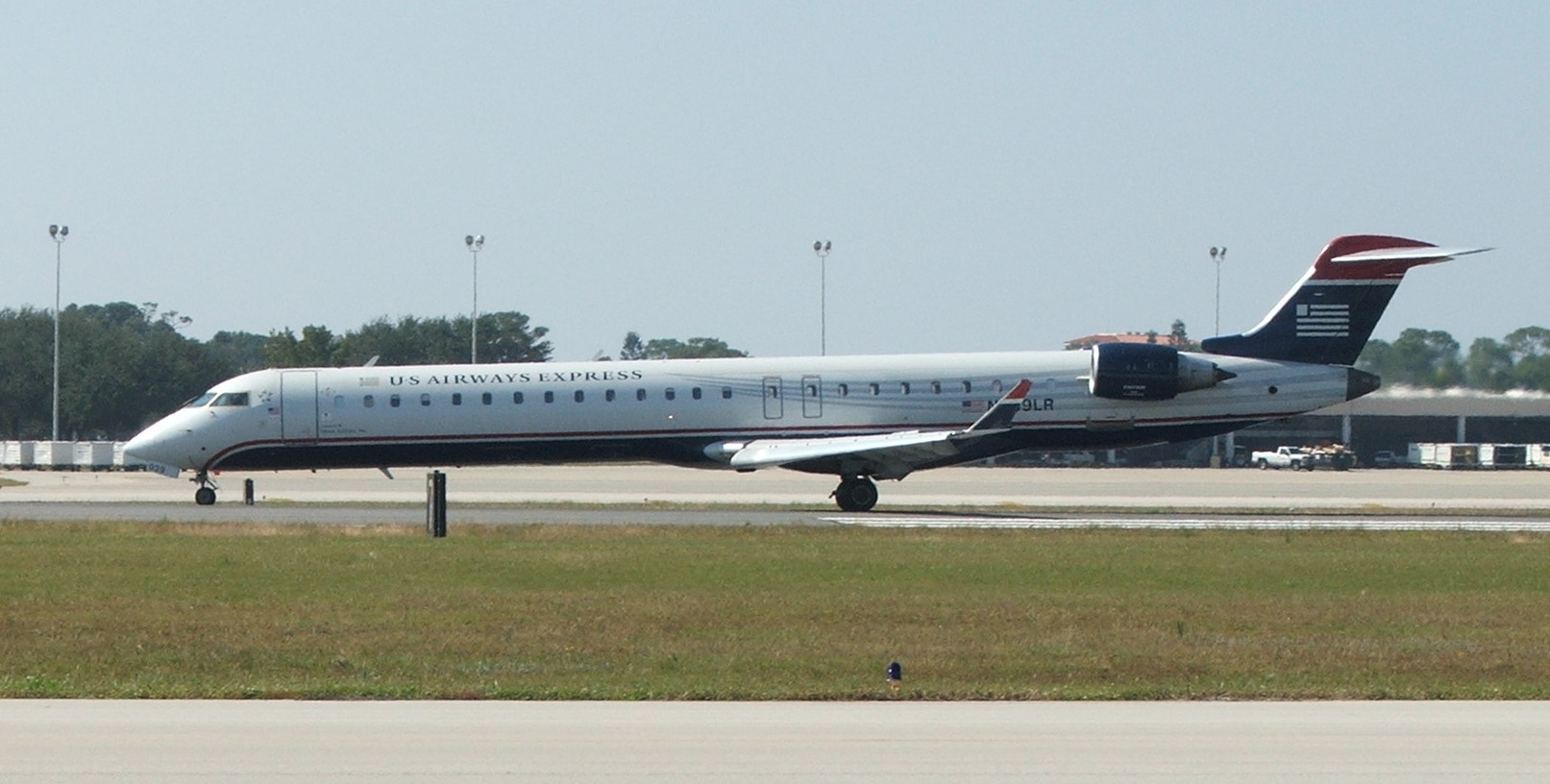
CRJ-900 Mesa Airlines в ливрее бренда US Airways Express, Международный аэропорт Сарасота-Брэдентон

В ноябре 1997 года Mesa Airlines подписала код-шеринговое соглашение с магистральной авиакомпанией US Airways, по условиям которого 14 турбореактивных самолётов передавались в работу под брендом US Airways Express на регулярных рейсах из хабов в Филадельфии и Шарлотт/Дуглас. В период с 1998 по 2000 годы данное соглашение последовательно расширялось в части количества используемых реактивных самолётов — сначала до 28, а затем и до 52 лайнеров. В 2000 году в процессе поступления новых самолётов Embraer 145 Mesa Airlines постепенно начала замену CRJ-200 с передачей их на маршруты America West, преследуя тем самым цель разделения эксплуатируемых типов самолётов по отдельным подразделениям.
В 2003 году 20 самолётов CRJ-200 вновь возвратились под бренд US Airways Express, разделение по типам воздушных судов отныне проводилось по местам базирования: CRJ-200 работали из хаба в Международном аэропорту Филадельфии, а ERJ-145 — из Международного аэропорта Шарлотт/Дуглас.
В процессе банкротства авиакомпании US Airways в 2005 году код-шеринговое соглашение между авиаперевозчиками было заморожено и Mesa Airlines начала перевод своего воздушного парка под новые договоры с другими авиакомпаниями. 26 самолётов ERJ-145 были переданы региональному перевозчику Freedom Airlines, остальные самолёты ERJ и CRJ определялись на работу под брендом United Express магистральной авиакомпании United Airlines. Тем не менее, год спустя, после завершения процедуры слияния America West Airlines и US Airways, авиакомпания Mesa Airlines получила продление код-шерингового договора с AWA и значительное расширение собственной маршрутной сети за счёт данного соглашения.

#### United Express
В 1990 году Mesa Airlines приобрела у авиакомпании Aspen Airways инфраструктуру её хаба в Международном аэропорту Денвера и право на все маршруты из Денвера, за исключением регулярного рейса в Аспен. Последовала также попытка приобретения прав на код-шеринговое соглашение с United Airlines, которая закончилась неудачей по причине отсутствия у Юнайтед интереса к передаче прав на регулярные рейсы под турбовинтовые 19-местные самолёты. Несколько позднее Mesa Airlines взяла в лизинг у своего бывшего конкурента, авиакомпании Air Midwest, самолёты Embraer EMB 120 Brasilia и после этого был заключен код-шеринговый договор с авиакомпанией United Airlines на работу из транзитного узла в Международном аэропорту Денвера.
В 1995 году Mesa Airlines поглощает региональную авиакомпанию California Pacific вместе с её инфраструктурой хаба в Международном аэропорту Лос-Анджелеса и интегрирует её маршрутную сеть в расписание United Express. После очередного поглощения в виде компании Superior Airlines и закрытия её хаба в Международном аэропорту Колумбус, присоединённые операционные мощности переводятся на расширение деятельности United Express в Портленд и Сиэтл. В 1997 году в результате некоторых проблем в хабе Денвера и возникших разногласий между дочерним подразделением Mesa Airlines West Air и United Airlines, было расторгнуто код-шеринговое соглашение на использование бренда United Express.
В результате длительных переговоров между Mesa Airlines и руководством United Airlines договор о партнёрстве между авиакомпаниями был возобновлен лишь в 2003 году. По состоянию на конец 2008 года в рамках данного договора Mesa Airlines использовала самолёты CRJ-200 и CRJ-700, выполняя пассажирские рейсы из хабов в Международного аэропорта Вашингтон Даллес и чикагского Международный аэропорт О'Хара, а также Dash-8 и CRJ-700 из хаба в Международном аэропорту Денвера.

### Skyway Airlines
Авиакомпания Skyway Airlines создана в 1989 году в результате партнёрского договора на использование регионального бренда Midwest Express и была первой попыткой Mesa Airlines выйти на рынок пассажирских авиаперевозок Среднего Запада США. Из хаба компании в Международном аэропорту Милуоки авиакомпания выполняла регулярные рейсы по 25 городам в девяти штатах северо-западной части страны, используя турбовинтовые Beechcraft 1900. По истечении срока действия договор на использование бренда Midwest Express продлён не был, авиакомпания Midwest Airlines создала новую региональную авиакомпанию Astral Airways для сохранения маршрутов из Международного аэропорта Милуоки, а Mesa Airlines перевела персонал и самолёты в дочернюю авиакомпанию Superior Airlines для работы под торговой маркой America West Express в Международном аэропорту Колумбус.

### FloridaGulf Airlines
Дочернее подразделение FloridaGulf Airlines образовано в 1991 года после приобретения Mesa Airlines авиакомпании Air Midwest, генеральным директором нового перевозчика был назначен Роберт Придди (англ. Robert Priddy) — бывший ген.директор Air Midwest.
FloridaGulf Airlines работала в рамках код-шерингового соглашения на использования бренда региональных перевозок USAir Express магистральной авиакомпании USAir. Зона деятельности компании распространялась на аэропорты юго-восточной части США и штата Флорида, операционный хаб находился в Международном аэропорту Темпи, воздушный парк состоял из турбовинтовых самолётов Beechcraft 1900. В дальнейшем были образованы вторичные хабы в аэропортах Орландо и Нового Орлеана.
В 1993 году FloridaGulf Airlines расширила свою маршрутную сеть на северо-восток страны, развернув собственные транзитные узлы в международных аэропортах Бостона и Филадельфии. В 1994 году авиакомпания получила шесть новых самолётов Embraer EMB 120 Brasilia. К моменту слияния в 1997 году с другим дочерним перевозчиком Air Midwest, авиакомпания FloridaGulf Airlines эксплуатировала 44 самолёта Beechcraft 1900 и 9 самолётов Embraer-120, соединяя регулярными пассажирскими рейсами 49 аэропортов страны.

### Superior Airlines
После прекращения деятельности авиакомпании Skyway Airlines в 1994 году Mesa Airlines сформировала нового дочернего авиаперевозчика Superior Airlines для работы под торговой маркой America West Express в Международном аэропорту Колумбус. В 2003 году закончился контракт на использование бренда America West Express, был закрыт хаб в аэропорту Колумбус и Mesa Airlines вновь перераспределила операционные мощности в пользу перевозок под региональным брендом United Express.

### CalPac (California Pacific)
В 1993 году на базе поглощённой региональной авиакомпании California Pacific было создано дочернее подразделение CalPac для обеспечения перевозок под брендом United Express из хаба в Международном аэропорту Лос-Анджелеса. Компания выполняла рейсы на самолётах Embraer-120 по 12 направлениям западной части США. В 1995 году CalPac была объединена с подразделением Mesa Airlines, работающим в рамках общего контракта United Express.

### Liberty Express Airlines
Дочерняя авиакомпания Liberty Express Airlines была создана в 1994 году на базе приобретённого регионального авиаперевозчика Crown Airways, базировавшегося в Международном аэропорту Питтсбурга, и работала в рамках маршрутной сети торговой марки USAir Express магистральной авиакомпании USAir. К моменту слияния в 1997 году с другим дочерним перевозчиком Air Midwest, авиакомпания Liberty Express Airlines эксплуатировала 14 самолётов Beechcraft 1900, выполняя регулярные рейсы по 17 пунктам назначения.

### Desert Sun Airlines
Дочерняя авиакомпания Desert Sun Airlines образована в 1995 году для эксплуатации самолётов Fokker F-70 на рейсах под торговой маркой America West Express из хаба в Международном аэропорту Финикс/Скай-Харбор. В следующем году Desert Sun Airlines была объединена с подразделением Mesa Airlines, работающим в рамках общего контракта America West Express с параллельной заменой воздушного флота на самолёты Bombardier CRJ.

### go!

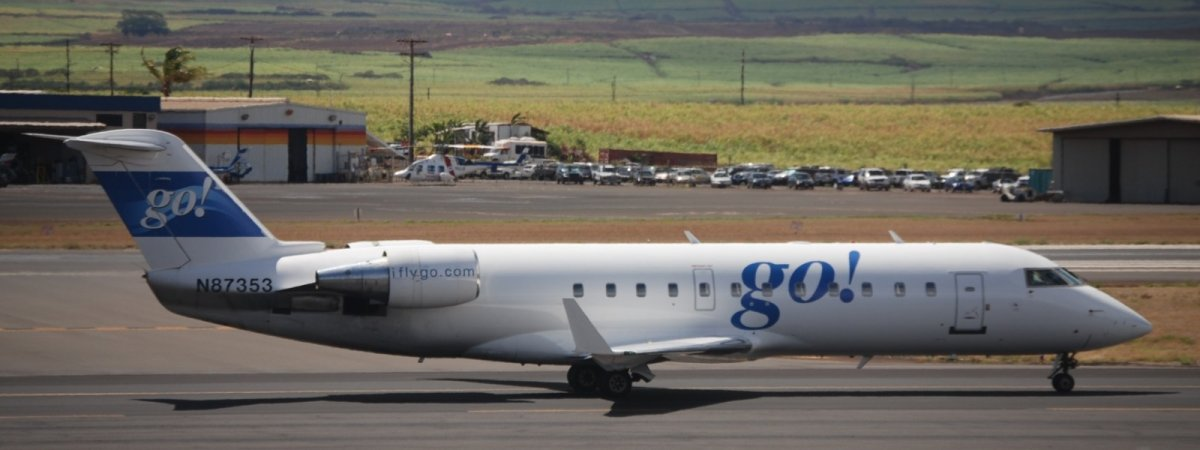
CRJ-200 авиакомпании go! в аэропорту Мауи (Гавайи)

В 2006 году Mesa Airlines создаёт дочернюю авиакомпанию go! для выполнения пассажирских перевозок из хаба в Международном аэропорту Гонолулу. Первоначальный воздушный флот авиакомпании состоял из пяти самолётов Bombardier CRJ. go! заключила код-шеринговое соглашение с авиакомпанией Mokulele Airlines, которая в рамках данного договора обеспечивает авиасообщение на самолётах Cessna Caravan между хабом в аэропорту Гонолулу и аэропортами Гавайских островов, которые не сертифицированы под приём реактивных лайнеров.
Авиакомпания go! была ответчиком по нескольким судебным искам других авиакомпаний Hawaiian Airlines и Aloha Airlines, а также привлекалась Федеральным Управлением гражданской авиации США к разбирательству обстоятельств инцидента 13 февраля 2008 года с рейсом 1002 Гонолулу—Хило.

### Kunpeng Airlines
В 2006 году Mesa Airlines и китайская авиакомпания Shenzhen Airlines создали новое совместное предприятие в лице регионального авиаперевозчика Kunpeng Airlines. В настоящее время компания эксплуатирует 5 самолётов CRJ-200 и имеет в заказе 102 региональных самолёта CRJ-700 и CRJ-900. В 2009 году было принято решение о лизинге CRJ-200 в пользу новых лайнеров Embraer 190.

## Базы экипажей
- Шарлотт (CRJ-900) — US Airways Express
- Чикаго (CRJ-200/700) — United Express
- Денвер (DHC-8-200) — United Express
- Гранд-Джанкшен (DHC-8-200) — United Express
- Гонолулу (CRJ-200) — go!
- Кахулуи (CRJ-200) — go!
- Кона (CRJ-200) — go!
- Лихуэ (CRJ-200) — go!
- Финикс (DHC-8-200), CRJ-200/900) — US Airways Express
- Международный аэропорт Вашингтон Даллес (CRJ-200/700) — United Express

## Флот
По состоянию на июль 2021 года воздушный флот Mesa Airlines состоял из 148 самолётов:
| Тип самолёта   | Всего | Пассажирских мест | Примечания                                  |
| -------------- | ----- | ----------------- | ------------------------------------------- |
| CRJ-900        | 64    | C9Y67, C9Y70      | Выполняют полеты под брендом American Eagle |
| CRJ-200        | 1     | 50                |                                             |
| Embraer 175    | 80    | C12Y58, C12Y64    | Выполняют полеты под брендом United Express |
| Boeing 737-400 | 2     | грузовой          | Выполняют полеты под брендом DHL            |
| Boeing 737-800 | 1     |                   |                                             |
| Итого:         | 148   |                   |                                             |

## Авиапроисшествия и несчастные случаи
- 13 февраля 2008 года, рейс 1002 авиакомпании go! Гонолулу—Хило. При подходе к Международному аэропорту Хило диспетчеры долгое время не могли установить радиосвязь с самолётом CRJ-200. Лайнер прошёл точку снижения и пролетел ещё 24 километра дальше по курсу движения, после чего экипаж вышел на связь, выполнил разворот и посадил самолёт в пункте назначения. В результате расследования Федерального Управления гражданской авиации США уставлено, что оба пилота CRJ-200 заснули во время выполнения 36-минутного регулярного рейса. Никто из находившихся на борту не пострадал, пилоты были уволены из авиакомпании.[4][5]